# Mesochorus amabilis
Mesochorus amabilis là một loài tò vò trong họ Ichneumonidae.